# Mohamed Zaghloul
Mohamed Aly Zaghloul Aly Mohamed (in arabo محمد علي زغلول على محمد‎?; 31 agosto 1993) è un lottatore egiziano, specializzato nella lotta libera e greco-romana.

## Biografia
È stato allenato da Mahmoud El Washahy.
Si è messo in mostra a livello giovanile vincendo l'oro nel torneo di lotta libera -74 kg ai campionati africani junior di Staouali 2011.
Si è laureato campione continentale per la prima volta in carriera ai Campionati africani di Tunisi 2014, dove ha ottenuto la medaglia d'oro nella lotta libera -86 kg. Nell'occasione ha vinto anche l'argento nel torneo dei lotta greco-romana, categoria -85 kg.
Ai Giochi panafricani di Brazzaville 2015 ha vinto la medaglia d'oro nella lotta libera -86 kg, superando in finale il tunisino Mohamed Sadoui. Lo stesso hanno ha vinto anche il campionato continentale di Alessandria d'Egitto 2015 nella stessa categoria.
Ai Alessandria d'Egitto 2016 ha guadagnato l'argento nel torneo di lotta libera -86 kg. 
Ha rappresentato l'Egitto ai Giochi olimpici estivi di Rio de Janeiro 2016, dove si è classificato 17º nel torneo dei -86 kg, dopo essere stato estromesso dal venezuelano Pedro Ceballos agli ottavi.

## Palmarès
- Giochi panafricani

Brazzaville 2015: oro nella lotta libera -86 kg;
- Campionati africani

Tunisi 2014: oro nella lotta libera -86 kg; argento nella lotta greco-romana -85 kg;
Alessandria d'Egitto 2015: oro nella lotta libera -86 kg;
Alessandria d'Egitto 2016: argento nella lotta libera -86 kg;
- Campionati arabi

Il Cairo 2012: argento nella lotta libera -74 kg;
- Campionati africani junior

Staouali 2011: oro nella lotta libera -74 kg;